# Eilema amurensis
Eilema amurensis là một loài bướm đêm thuộc phân họ Arctiinae, họ Erebidae.